# Општина Тамна (Мехединци)
Тамна (рум. Tâmna) општина је у Румунији у округу Мехединци.
Oпштина се налази на надморској висини од 232 m.